# Oleria aegle
Espèce
Oleria aegle est une espèce d'insectes lépidoptères, un papillon diurne appartenant à la famille des Nymphalidae, sous-famille des Danainae, à la tribu des Ithomiini, sous-tribu des Oleriina et au genre Oleria.

## Dénomination
Oleria aegle a été décrit par Johan Christian Fabricius en 1776 sous le nom initial de Papilio aegle.

### Noms vernaculaires
Oleria aegle se nomme Aegle Clearwing en anglais.

### Sous-espèces
- Oleria aegle aegle ; présent au Brésil.
- Oleria aegle divisa (Aurivillius, 1929) ; présent au Brésil.
- Oleria aegle egra (Hewitson, 1851) présent au Brésil.
- Oleria aegle ssp. présent au Brésil[1].

## Description
Oleria aegle est un papillon aux ailes translucides bleutées brillantes à bordure marron et orange sur le bord externe des ailes antérieures. Les ailes antérieures sont divisées en plusieurs plages par des bandes marron.
Sur le revers la bordure est orange.

## Écologie et distribution
Oleria aegle est présent au Brésil,.

### Protection
Pas de statut de protection particulier.